# La monaca
La monaca, o La religiosa (La religieuse), è un romanzo completato attorno al 1780 da Denis Diderot e pubblicato per la prima volta postumo nel 1796. Si tratta di un'opera anticlericale ispirata al caso riguardante Marguerite Delamarre, una religiosa dell'abbazia reale di Longchamp, che nel 1758 chiese di uscire dal convento dove la madre l'aveva rinchiusa in quanto la ragazza era figlia di un suo amante. Diderot tenne presente anche la triste vicenda della propria sorella, una monaca morta pazza in convento.
La voce narrante è quella della protagonista stessa, intenta a scrivere un memoriale sulla propria monacazione forzata.

## Trama
Nella Francia del XVIII secolo una ragazza di nome Suzanne Simonin viene costretta dai suoi genitori, terminato il periodo di noviziato, a prendere i voti; per presunti motivi finanziari essi hanno preferito far rinchiudere l'adolescente in convento. La realtà è che invece la madre spera di far ammenda d'un proprio peccato giovanile, in quanto la ragazza è figlia illegittima.
Nella comunità delle monache clarisse di Longchamp incontra un'anziana mistica la quale entra in stretto rapporto d'amicizia con Suzanne poco prima di morire; ma il periodo di felicità e soddisfazione si conclude presto per la protagonista della storia, con l'arrivo della nuova madre superiora, Suor Christine. Consapevole che Suzanne vuole rompere i suoi voti, la monaca la cita in giudizio davanti all'intera comunità, cominciando al contempo una vera e propria opera di molestia sia morale che fisica nei suoi confronti.
Il difensore della giovane però, toccato dalla sua angoscia, ottiene per lei il trasferimento al convento di Saint-Eutrope. Qui Suzanne subisce un tentativo di seduzione andato a vuoto; incapace di sopportare più a lungo il regime di clausura, riesce a fuggire dal convento. Il finale, solo abbozzato, ci fa capire che Suzanne rimane in clandestinità in attesa di aiuto da parte del marchese di Croismare, il destinatario del suo memoriale - personaggio realmente esistito, che frequentò lo stesso Diderot - vivendo nella costante paura di essere ripresa.

## Analisi
Diderot critica le istituzioni religiose coercitive, contrarie alla vera religione in quanto questi mondi chiusi portano gli individui alla sofferenza terrena e al degrado della natura umana. L'apatia, l'inutilità sociale, la promiscuità immergono gradualmente i reclusi in sogni ad occhi aperti morbosi o mistici, quindi nella follia e talvolta fino al suicidio.
Opera anticlericale per eccellenza, La monaca è un inno alla libertà di scegliere il proprio destino. L'alienazione religiosa creata dal mondo conventuale vi viene denunciata in modo fortemente polemico. Diderot presta la sua voce e le sue idee a Suzanne, che, a differenza dell'autore, è una credente convinta.